# シヴォー原子力発電所
シヴォー原子力発電所（シヴォーげんしりょくはつでんしょ、フランス語：Centrale nucléaire de Civaux）は、フランス共和国ヴィエンヌ県シヴォー（fr:Civaux）に所在する原子力発電所。施設はヴィエンヌ川の西岸にあり、ポワチエから東南へ25km、リモージュから北西へ80kmに位置している。

## 概要
本発電所の原子炉2基は欧州型加圧水炉の原型として位置付けられる「N4ステージ」とされた。当初は平均出力が1450MWであったが、2003年に1495MWへアップグレードされた。シヴォー原子力発電所の冷却塔は高さ180mでフランス一の高さを誇る。
1980年にシヴォーに原子力発電所の建設が決定され、翌1981年には地域情報委員会が発足した。1987年に建設許可を取得し、1988年に着工、1997年に試運転を開始し送電網に送電を始める。
1998年5月12日、内部リークにより原子炉冷却系統に接続している配管から水漏れが発生し1時間あたり30立方メートルの水が流出していた。この事故は国際原子力事象評価尺度レベル2に分類された。事故後、10ヶ月以上経過して再稼働する。
2004年時点では692人が働いており、この内12.9％が女性であった。2005年、最初期に使い果たした使用済燃料をラ・アーグ再処理工場に移送している。
2010年1月10日には地下水検査の際にトリチウムが検出され、100ベクレル/リットルより大きい値である540ベクレル/リットルの異常値が出た。欠陥のある弁と遮断保留水溜に問題があった。

### 原子炉の特性
各原子炉の特性は以下のとおり。
| 原子炉名 | 格納容器形式 （原子炉形式） | 容量（MW）        | 容量（MW）      | 容量（MW）      | 運用者       | 建造者     | 建設開始       | 送電網接続運転開始 | 営業運転開始  | 原子炉の運転終了 |
| 原子炉名 | 格納容器形式 （原子炉形式） | 炉心熱出力（MWt） | 定格出力（MWe） | 平均出力（MWe） | 運用者       | 建造者     | 建設開始       | 送電網接続運転開始 | 営業運転開始  | 原子炉の運転終了 |
| -------- | --------------------------- | ----------------- | --------------- | --------------- | ------------ | ---------- | -------------- | ------------------ | ------------- | ---------------- |
| CIVAUX-1 | N4 REP 1450 (PWR)           | 4270              | 1561            | 1495            | フランス電力 | フラマトム | 1988年10月15日 | 1987年12月24日     | 2002年1月29日 |                  |
| CIVAUX-2 | N4 REP 1450 (PWR)           | 4270              | 1561            | 1495            | フランス電力 | フラマトム | 1991年4月1日   | 1999年12月24日     | 2002年4月23日 |                  |